# Кремнійорганічні полімери
Кремнійорганічні полімери (полісилоксани) — полімери, що мають ланцюг макромолекули, побудований із атомів кремнію та кисню, що систематично чергуються. Силоксановий зв’язок –Si–O–Si– наближує ці полімери до таких неорганічних речовин, як кремнезем, кварц, азбест і природні силікати, а завдяки бічним алкільним або арильним групам, зв’язаним з атомами кремнію силоксанового ланцюга, ці сполуки подібні до інших органічних полімерів.
Неполярні бічні групи і симетричні макромолекули кремнійорганічних полімерів надають їм великої гідрофобності і високих діелектричних властивостей, які мало змінюються з температурою. Змінюючи склад, характер, число радикалів, їх послідовність та довжину ланцюга, можна змінювати фізико-хімічні та механічні властивості кремнійорганічних полімерів. Ці смоли добувають у вигляді рідин різної густини або у вигляді твердих речовин, що мають лінійну або тривимірну будову.
Добування кремнійорганічних полімерів полягає в самодовільній поліконденсації силанолів, які утворюються внаслідок реакції гідролізу хлоралкіл- і хлорарилсиланів. Із силандіолів утворюються лінійні полімери. а із силантриолів – тривимірні.

## Використання
Кремнійорганічні полімери використовують для виготовлення на їх основі матеріалів, які мають високі діелектричні властивості, хімічну інертність, високу термо- та вогостійкість. Їх використовують як мастила, пластмаси, теплоносії, клеючі речовини, жаростійкі емалі, лаки тощо.